# 亞斯伯格症候群
亞斯伯格症候群（簡稱AS）是广泛性发展障碍（PDD）中的一种综合症，属于孤独症谱系障碍（ASD）。其重要特徵是社交與非言語交際障礙，同時伴隨著興趣狹隘及重複特定行為，但相較於其他孤独症谱系障碍，仍相對保有語言及認知發展。患者經常出現肢體笨拙和語言表達方式異常等狀況，偶爾會發出怪聲音，但並不作為診斷依據。其症狀一般在兩歲前出現，並伴隨患者終生。
造成亞斯伯格症候群的確切原因尚未釐清。雖然可能有部分遺傳因素，但目前為止，背後並無基因學基礎得出的結論支撐，環境因素亦受認扮演一定的角色。腦部顯影技術現在並不能釐清常見的潛在問題。2013年，美國精神醫學學會出版的《精神疾病的診斷與數據手冊第五版》（DSM-5）已將亞斯伯格症侯群併入於自闭症谱系中，其中包含自閉症與待分類的廣泛性發展障礙。2019年，亞斯伯格症候群仍然被保留於《國際疾病分類手冊第十一版》（ICD-11），2021年，亞斯伯格綜合症被《國際疾病分類手冊第十一版》（ICD-11）合并至孤独症谱系障碍的亞型中。
亞斯伯格症不限於單一治療方式，然而，支撐其特定干預措施的療效證據亦有限。治療目標在於改進較弱的溝通技巧、強迫症、重複的例行工作和肢體動作不協調。干預措施包含：社交技巧的訓練、認知行為治療、職能治療、言語治療、父母職能訓練和心理或焦慮等相關問題的藥物治療。隨著年紀增長，部分兒童患者的情況會改善，但社交與溝通障礙通常仍持續存在。部分研究學者與在自閉症譜系裏的人士主張另一種觀點，認為泛自閉症只是個體呈現的差異，而不是必須治療或治癒的疾病。

## 症源緣起
亞斯伯格症候群是根據奧地利兒科醫師漢斯·亞斯伯格命名。1944年，他在研究中，首度記錄具有缺乏非語言溝通技巧、在同儕間表露低度同理心、舉止笨拙等情形的兒童，但因為論文是在第二次世界大戰期間以德語發表的緣故，因此並未受到注目。1981年，英國醫師蘿娜·溫介紹了有关亞斯伯格症候群的發現，到了1990年代起逐漸為世所知。五十年後，它被標準化為診斷依據，但學界對疾病症狀的界定，仍尚不明確。爭議包括，亞斯伯格症候群是否等同於高功能自閉症（HFA）
；造成此爭議的部分原因是它的盛行率迄今未受確立。學界現計畫廢除亞斯伯格综合征舊有的診斷標準，改採用泛自閉症障礙的嚴重程度量表。
罹患亞斯伯格症候群的實際原因依然不明。部分研究支持遺傳論點，但對於子代的認知發展並非絕對，也沒有發現明確導致病發的基因，所以尚據有爭議。較多研究為統計出胎兒在腹中造成腦部損害，有較高的比例會成為亞斯兒，如：母體撞擊/臍繞頸...等，但確切致病原因不明；神經成像技術尚未找到共同明確的病因。阿斯伯格综合征沒有單一診治辦法，許多特殊的治療方式都沒有足夠的數據證實完全可行。現今的診治辦法主要以改善症狀和改善機能為基礎，多採行為治療，針對特定障礙，進行溝通技巧、強迫性或重複性行為以及肢體不靈活的處治。多數個案會隨療程而有所進步，然而，溝通、社會適應與獨立生活等方面的障礙仍可能持續存在，甚至延续至成年。有些學者及阿斯伯格综合征患者主張，改變社會大眾對這些症狀的觀點，定義它是一種認知差異，而非病名，不是一種亟需治療的缺陷或障礙。

## 常見誤解
關於亞斯伯格症候群的定義，亞斯伯格症候群與高功能自閉症的相同與否，有各種不同的說法。有部份人把亞斯伯格症候群與高功能自閉症（沒有智能障礙，或可說幾乎沒有自閉症）視為相同（也有人認為亞斯伯格症候群，是不論智能障礙的與否，專指沒有語言障礙的自閉症），但亦有不認同的意見。一般來說，亞斯伯格症候群患者智力正常，亦較少出現語言發展遲緩。另外，也有注意力不足過動症（ADHD）與學習障礙（LD）等併發的時候。像這種因為有合併障礙和亞斯伯格症候群與自閉症這樣的言詞抱有偏見等的理由，而將之歸結稱呼為「廣泛性發展障礙（PDD）」與發展障礙的醫師也在增加。再者依自閉症谱系看來，介於健全者與低功能自閉症的中間。

## 特徵

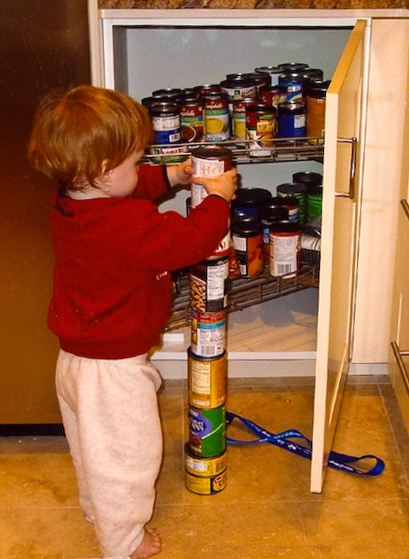
一名亞斯伯格症候群孩童對重複堆疊罐頭感到興趣

亞斯伯格綜合症被認為是多種症狀，而不是單一症狀的模式，其特徵為社會互動有質的障礙，行為、活動及興趣的模式相當局限重複而刻板，並且臨床上無明顯的認知發展或語言遲緩。對特定事物的強烈興趣、缺乏韻律和語調和行動笨拙，是該症狀之典型特徵，但不是診斷目的的必要因素。
阿斯伯格綜合症與自閉症的區別，在於與公眾的口頭交流沒有重大問題，並且與高功能自閉症等術語的區別是模棱兩可的。但是，在阿斯伯格綜合症的情況下，自閉症症狀的程度通常較弱，因此可以與具有相同愛好或性情的人相處融洽，並且因缺乏社交性而可以在一定程度上維持這一事實，避免眼神接觸也被指出為差異，被診斷為亞斯伯格症候群的患者，可能具有以下徵狀：

### 固執或狹窄興趣
對於興趣方面，患者一般會對一種或多種異常強烈的興趣模式。患者會對某些東西或事情特別感興趣，而熱切地搜集那方面的資料，而興趣模式是刻板而局限的。在這些興趣圈子中，經常可以看到阿斯伯格综合征與其他類型的身心障礙者出沒，甚至表現出特殊天賦。對於固執方面，亞氏保加症患者有重複而刻板的行為及活動模式、不能靈活性地遵從各樣規則，以致在社交上出現困難。

### 語言能力
雖然亞斯伯格症候群患者在獲得語言技能時，沒有明顯的遲緩，而且他們的語言通常也沒有明顯的異常，但語言習得和使用往往是非典型的，包括冗長談論別人沒有興趣的單一話題、字面解釋與對細微差別的誤解、重複學究式的語言、音調怪異等等。儘管與典型的自閉症相比，語調可能沒有那麼僵硬或單調，但是亞斯伯格症候群患者通常具有一些特點：說話可能異常快速、急促或大聲。演講時可能傳達出不連貫感、談話風格通常包含讓聽者厭倦的話題獨白。患有亞斯伯格症候群的兒童可能在幼年時就掌握了複雜的詞彙，但他們很難理解形象化的語言，患有亞斯伯格症候群的兒童在非文字語言方面，似乎有特殊的弱點，包括幽默、反諷、戲謔和嘲諷。

## 治療方法

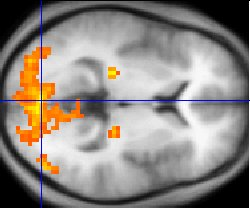
功能性磁共振成像為溝通不良和鏡像神經元理論提供了一些證據。

目前，阿斯伯格综合征没有可行的治疗方法，比如缓解核心症状的药物，只能靠行为治疗。但是某些药物（如抗抑郁药，抗焦虑药，抗精神病药和心境稳定剂）可以缓解情绪障碍，中枢神经兴奋剂（如利他林）和择思达可以减轻其过动行为。

## 其他觀點
有研究人員爭論於，是否應將阿斯伯格综合征視作別種認知方式，而非疾病或殘障。西蒙·拜伦-科恩在一份發表於2002年的論文中，指出：「在社交圈，拘於細節並不會帶來好處，但在一些項目例如數學、編寫程序、製作目錄、音樂、語言學、工程學，拘於細節有可能引領一個人踏上成功路途，而不是敗途。」然而，同一位學者列出兩大理由，指出為何亞斯伯格症候群仍然有可能屬於殘障：需要社會援助、不太會易地而處。但他同時強調，阿斯伯格综合征患者所攜帶的各種能力，屢次在人類演化和文明發展帶來卓越貢獻。

### 引用
1. 1 2 3 4 5 6 7 8  . National Institute of Mental Health. September 2015  [2016-03-12]. （原始内容存档于2016-03-12）.
2. 1 2 3 4  National Institute of Neurological Disorders and Stroke (NINDS). . 2007-07-31  [2007-08-24]. （原始内容存档于2007-08-21）. NIH Publication No. 05-5624.
3. ↑  GBD 2015 Disease and Injury Incidence and Prevalence, Collaborators. . Lancet. 2016-10-08, 388 (10053): 1545–1602. ISSN 0140-6736. PMC 5055577 . PMID 27733282. doi:10.1016/S0140-6736(16)31678-6.
4. ↑  . 樂詞網. 國家教育研究院 （中文（臺灣））.
5. ↑  . 术语在线. 全国科学技术名词审定委员会. （简体中文）
6. ↑  . . Washington, DC: American Psychiatric Association. 18 March 2022. ISBN 9780890425770. LCCN 2021051782.
7. ↑  . . World Health Organisation. February 2022  [14 May 2022]. （原始内容存档于2018-08-01）.
8. ↑  . Genetic and Rare Diseases Information Center (GARD) – an NCATS Program.   [26 January 2019]. （原始内容存档于2019-10-14）.
9. ↑  . World Health Organization. 2015  [2016-03-13]. （原始内容存档于2015-11-02）.
10. 1 2 3 4 5 6  McPartland J, Klin A. . Adolescent Medicine Clinics. October 2006, 17 (3): 771–88; abstract xiii. PMID 17030291. doi:10.1016/j.admecli.2006.06.010 (不活跃 16 October 2019).
11. ↑  Baskin JH, Sperber M, Price BH. . Reviews in Neurological Diseases. 2006, 3 (1): 1–7. PMID 16596080.
12. 1 2  Klauck SM. . European Journal of Human Genetics. June 2006, 14 (6): 714–20. PMID 16721407. doi:10.1038/sj.ejhg.5201610.
13. ↑  . Genetic and Rare Diseases Information Center (GARD) – an NCATS Program.   [2019-01-26]. （原始内容存档于2019-10-14）.
14. ↑  . icd.who.int.   [2019-02-12]. （原始内容存档于2019-11-19）.
15. ↑  . icd.who.int.   [2021-08-20]. （原始内容存档于2019-11-19）.
16. 1 2 3  Woodbury-Smith MR, Volkmar FR. . European Child & Adolescent Psychiatry (Submitted manuscript). January 2009, 18 (1): 2–11  [2019-12-14]. PMID 18563474. S2CID 12808995. doi:10.1007/s00787-008-0701-0. （原始内容存档于2019-03-31）.
17. 1 2  Clarke J, van Amerom G. . Disability & Society. 2007, 22 (7): 761–76. doi:10.1080/09687590701659618.
18. 1 2  Baron-Cohen S. . Focus Autism Other Dev Disabl. 2002, 17 (3): 186–91. doi:10.1177/10883576020170030801.下面是可免费阅读的导引文本，但是在措辞上与引文有略微不同：Baron-Cohen S.  (PDF). Cambridge: Autism Research Centre. 2002  [2008-12-02]. （原始内容 (PDF)存档于2008-12-17）.
19. ↑  Asperger H; tr. and annot. Frith U. . Frith U  (编). . Cambridge University Press. 1991: 37–92 [1944]. ISBN 0-521-38608-X.
20. ↑  Wing L. . Psychological Medicine. February 1981, 11 (1): 115–29  [2007-10-21]. PMID 7208735. doi:10.1017/S0033291700053332. （原始内容存档于2007-08-17）.
21. ↑  Seth Mnookin. . New York Times. 2018-06-18  [2019-07-22]. （原始内容存档于2019-03-27） （英语）.
22. ↑  Lorna Wing. . Psychological Medicine. February 1981  [2019-07-22]. （原始内容存档于2019-09-06） （英语）.
23. 1 2 3 4  Klin A. . Rev Bras Psiquiatr. 2006, 28 (suppl 1): S3–S11  [2010-11-14]. PMID 16791390. doi:10.1590/S1516-44462006000500002. （原始内容存档于2007-09-29）.
24. 1 2  Kasari C, Rotheram-Fuller E. . Current Opinion in Psychiatry. September 2005, 18 (5): 497–501. PMID 16639107. doi:10.1097/01.yco.0000179486.47144.61.
25. 1 2 3  McPartland J, Klin A. . Adolesc Med Clin. 2006, 17 (3): 771–88. PMID 17030291. doi:10.1016/j.admecli.2006.06.010.
26. ↑  Wallis C. . The New York Times. 2009-11-02  [2010-11-14]. （原始内容存档于2018-07-21）.
27. 1 2  . 香港教育學院：蕊展計劃.   [2008年3月6日]. （原始内容存档于2013年6月23日）.
28. ↑  American Psychiatric Association. .  4th, text revision (DSM-IV-TR). Arlington, VA: American Psychiatric Association. 2000. ISBN 978-0-89042-025-6.
29. ↑  . 身心障礙者服務資訊網.   [2011年9月27日]. （原始内容存档于2011年6月26日）.
30. ↑  . 星島日報. 2011-03-22  [2011-09-27] （中文（香港））.
31. ↑  . 資訊時報. 2009-12-13  [2011-09-27]. （原始内容存档于2009-12-23） （中文（香港））.
32. ↑  Just MA, Cherkassky VL, Keller TA, Kana RK, Minshew NJ. . Cerebral Cortex. April 2007, 17 (4): 951–61. PMC 4500121 . PMID 16772313. doi:10.1093/cercor/bhl006.
33. ↑  Iacoboni M, Dapretto M. . Nature Reviews. Neuroscience. December 2006, 7 (12): 942–51. PMID 17115076. doi:10.1038/nrn2024.
34. ↑  Towbin KE. . Child and Adolescent Psychiatric Clinics of North America. January 2003, 12 (1): 23–45  [2019-11-17]. PMID 12512397. doi:10.1016/S1056-4993(02)00049-4. （原始内容存档于2019-11-09）.

## 外部連結
- (ASPER).htm衛教資訊另類星兒 - 亞斯伯格症候群（繁體中文）
- http://www.autism.jp/asp/ （页面存档备份，存于）（日語）
- Medical Encyclopedia（英文）（页面存档备份，存于）
- Mayo clinic.com（英文）
- 免費亞斯伯格症的測試 （页面存档备份，存于）（繁體中文）
- 幫助高功能自閉與亞斯伯格臉書 （页面存档备份，存于）（繁體中文）
- 自閉亞斯的評估、治療、預後、幫助與介入(上下集) 簡意玲醫師、陳豐偉醫師、王意中心理師、花媽卓惠珠、曲智鑛特教老師集體對談 （页面存档备份，存于）（繁體中文）
- TED Talks:天寶葛蘭汀：世界需要多種思維的人（页面存档备份，存于）（繁體中文）
- 重新認識亞斯伯格症及自閉症 （页面存档备份，存于）（繁體中文）
- Aspie Quiz （页面存档备份，存于）（简体中文）
- 卓惠珠

### 病友團體
- 幫助高功能自閉與亞斯伯格部落格 （页面存档备份，存于） 2016台灣部落格文化藝術類首獎（繁體中文）
- 蔡松益的部落格（繁體中文）
- 星星兒基金會（繁體中文）
- 臺中市亞斯伯格症肯納症協進會（繁體中文）
- 西文世界規模甚大的亞斯伯格及自閉症論壇---Wrong Planet （页面存档备份，存于）（英文）
- 病人家屬自助組織─南澳洲自閉症協會（英文）